# عصر كارو الجليدي

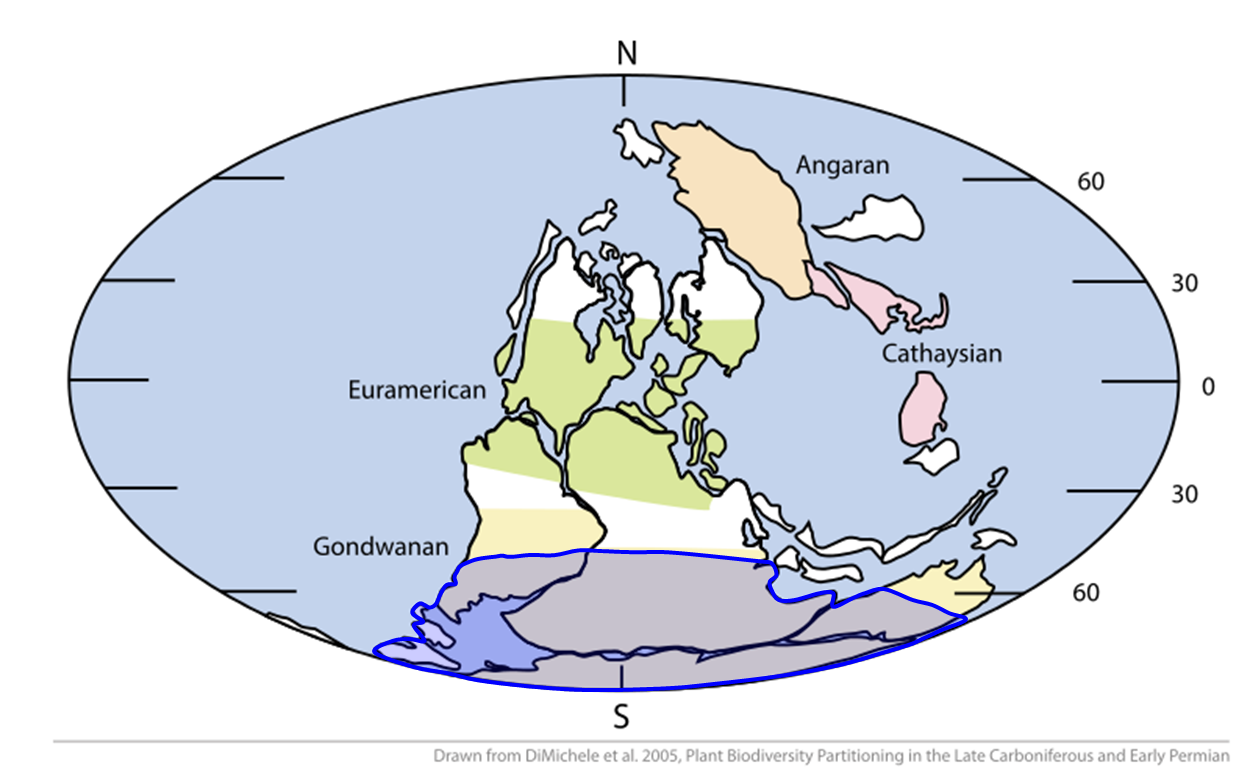
التمدد التقريبي للغمر الجليدي كارو (باللون الأزرق) على القارة العظمى جندوانا خلال فترة البرمو-كربوني

حدث عصر كارو الجليدي منذ 360–260 مليون سنة مضت كان ثاني أكبر عصر جليدي في دهر البشائر، تمت تسميته على اسم صخر حريثي تم العثور عليه في منطقة كارو في جنوب أفريقيا والمناطق المجاورة، حيث تم التعرف على دليل على هذا العصر الجليدي وبشكل واضح في القرن التاسع عشر.